# Date A Live Fragment: Date A Bullet
Date A Live Fragment: Date A Bullet (デート・ア・ライブ フラグメント デート・ア・バレット?, Dēto A Raibu Furagumento Dēto A Baretto) è una serie di light novel scritta da Yuichirō Higashide sotto la supervisione di Kōshi Tachibana (autore della serie originale) ed illustrata da NOCO, spin-off di Date A Live. Otto volumi sono stati pubblicati da Fujimi Shobō dal 18 marzo 2017.
La light novel è stata adattata in una serie di due film anime dallo studio di animazione Geek Toys, con la prima parte, Dead or Bullet, uscita il 14 agosto 2020 e la seconda parte, Nightmare or Queen, che ha debuttato il 13 novembre 2020.

## Trama
Kurumi Tokisaki, dopo che si è risvegliata nel Mondo Confinante senza ricordi e che la sua identità è stata rubata, intraprende un nuovo viaggio per tornare nel mondo reale e riunirsi con Shido Itsuka, il suo amato. Accompagnata da Hibiki Higoromo, una ragazza affetta da amnesia, viaggia attraverso le Dieci Regioni alla ricerca della Prima Regione: Keter, che si dice sia collegata al mondo reale. Nel suo percorso, è costretta ad affrontare le Quasi-Spiriti, combattenti femminili che hanno preso il controllo del Mondo Vicino durante l’assenza degli Spiriti, e a svelare una cospirazione sempre più estesa legata alla sovrana della Terza Regione, la Regina Bianca, decisa a distruggere quel mondo.

## Personaggi

White Queen e Kurumi nella sigla d'apertura del film

Kurumi Tokisaki (時崎 狂三?, Tokisaki Kurumi)
Doppiata da: Asami Sanada
Un clone di Kurumi Tokisaki che è finito nel Mondo Confinante dopo la sua morte. Quando Hibiki Higoromo ruba la sua identità, diventa nota come Empty (エンプティ?, Enputi).
White Queen (白の女王?, Shiro no joō)
Doppiata da: Saori Ōnishi
La dominatrice della Terza Regione: Binah. È anche conosciuta come White Kurumi. Viene rivelato che la sua personalità dominante è quella dell'amica d'infanzia di Kurumi, Sawa Yamauchi (山内紗和?, Yamauchi Sawa).
Hibiki Higoromo (緋衣 響?, Higoromo Hibiki)
Doppiata da: Kaede Hondo
Una ragazza misteriosa che si avvicina a Kurumi.
Tsuan (蒼?, Tsuan)
Doppiata da: Mariya Ise
Un Quasi-Spirito famoso per essere un combattente veterano che ha ucciso cento persone con un solo colpo.
Panie Ibusuki (指宿パニエ?, Ibusuki Panie)
Doppiata da: Rina Hidaka
Un Quasi-Spirito che era la dominatrice della Decima Regione: Malkuth. Il suo vero nome è Doll Master (人形遣?, Dōru Masutā)
Yui Sagakure (佐賀繰唯?, Sagakure Yui)
Doppiata da: Asami Setō
Un Quasi-Spirito di settimo tipo.
Isami Hijikata (土方イサミ?, Hijikata Isami)
Doppiata da: Natsumi Fujiwara
Un Quasi-Spirito di primo tipo.

## Media

### Light novel
Il 17 ottobre 2016 sul sito ufficiale della serie è stato inserito un orologio con un conto alla rovescia denominato "Date A Time". Quest'ultimo è terminato il 22 ottobre seguente, data in cui è stata annunciata una serie spin-off di Date A Live avente come protagonista Kurumi Tokisaki. La serie, dal titolo Date A Live Fragment: Date A Bullet, è scritta da Yuichirō Higashide e illustrata da NOCO sotto la supervisione di Kōshi Tachibana (autore della serie originale). I volumi vengono pubblicati dalla casa editrice Fujimi Shobō, sotto l'etichetta Fujimi Fantasia Bunko, a partire dal 18 marzo 2017. Al 20 gennaio 2022, i volumi totali ammontano a 8.

### Anime

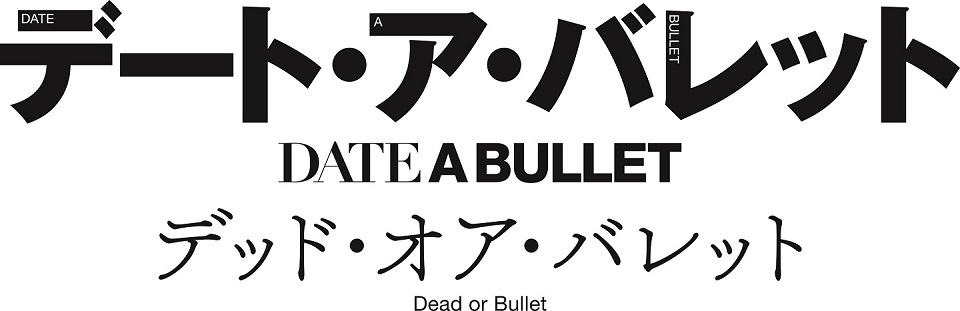
Logo del film Date A Bullet: Dead or Bullet

Il progetto anime è stato rivelato per la prima volta il 17 settembre 2019. Il 23 settembre 2019 è stato annunciato che l'adattamento avrebbe riguardato la serie spin-off, che in seguito si è rivelato essere un film cinematografico. Il 18 maggio 2020 è stato confermato che la serie è un prequel delle light novel originali e il titolo era Dead or Bullet. La trasposizione animata è stata prodotta dallo studio Geek Toys e diretta da Jun Nakagawa, con Yuichiro Higashide che scrive la sceneggiatura e Naoto Nakamura che cura il character design. L'anime si è poi rivelato essere un film diviso in due parti. La prima parte, Date A Live: Date A Bullet è uscita in Giappone il 14 agosto 2020, seguita dalla seconda, Date A Bullet: Nightmare or Queen, uscito il 13 novembre successivo. La sigla iniziale impiegata per entrambe le parti è Infermata, un brano strumentale composto da Go Sakabe. Le sigle di chiusura invece sono rispettivamente Only wish di Luiza (Dead or Bullet) e Precious di RinamooN (Nightmare or Queen). Durante la prima settimana di programmazione di entrambe le pellicole veniva consegnato agli spettatori un breve romanzo dedicato alla serie.
| Nº | Titolo italiano (traduzione letterale) Giapponese 「Kanji」 - Rōmaji | Prima edizione   | Prima edizione |
| Nº | Titolo italiano (traduzione letterale) Giapponese 「Kanji」 - Rōmaji | Giapponese       |                |
| 1  | Date A Bullet: Dead or Bullet 「デート・ア・バレット デッド・オア・バレット」 - Dēto A Baretto Deddo oa Baretto | 14 agosto 2020   |                |
| 1  | In un flashforward, Kurumi Tokisaki si confronta con White Queen, intenzionata a distruggere il Mondo Confinante. Nel presente, Kurumi, un clone ucciso dall'originale in Kurumi Star Festival, si risveglia in un altro mondo, dove un gatto la sveglia. Un'annunciatrice annuncia l'inizio del gioco della morte. Yui Sagakure attacca Kurumi, ma lei riesce a respingerla. Poco dopo, Kurumi salva Hibiki Higoromo e chiede spiegazioni; Hibiki le rivela che si trovano nel Mondo Confinante, un luogo dove gli Spiriti vanno dopo la morte. Qui, gli Spiriti sono quasi estinti e ci sono solo Quasi-Spiriti. La battaglia è all'ultimo sangue per ottenere il diritto di esprimere un desiderio. Le concorrenti includono Kurumi, Hibiki, Tsuan (alias Biscuit Smasher), Yui Sagakure, Isami Hijikata, Ayame Takeshita (già uccisa), Panie Ibusuki (alias Doll Master) e White Queen. Hibiki propone un'alleanza fino all'eliminazione delle altre, rivelando che il suo desiderio è far rivivere una sua amica; Kurumi accetta. Tsuan attacca e scaglia Kurumi contro un edificio. Qui, Panie le propone un'alleanza, ma Kurumi rifiuta di tradire Hibiki. Infuriata, Panie attacca, tuttavia, dopo aver dichiarato che il suo desiderio è riunirsi al suo amore Shido Itsuka, Kurumi riesce a evocare il suo Angelo manipolatore del tempo, Zafkiel. Panie si fa prendere dal panico e fugge, mentre Tsuan, Yui e Isami tentano di sfidare Kurumi. Nel frattempo, White Queen affronta Panie e la ringrazia per aver aiutato Kurumi a raggiungere il suo pieno potenziale prima di ucciderla. |                  |                |
| 2  | Date A Bullet: Nightmare or Queen 「デート・ア・バレット ナイトメア・オア・クイーン」 - Dēto A Baretto Naitomea oa Kuīn | 13 novembre 2020 |                |
| 2  | Un flashback mostra Kurumi che discute di fidanzati con la sua amica Sawa Yamauchi. Nel presente, Kurumi, Tsuan, Yui e Isami sono coinvolte in una battaglia, con Isami che cerca vendetta per la morte di Ayame, uccisa da Panie. Hibiki si riunisce a Kurumi e insieme fuggono. Durante il conflitto, Tsuan uccide Isami, ma Yui propone un'alleanza per eliminare White Queen dopo aver scoperto che il desiderio in palio è una menzogna e che White Queen intende distruggere il Mondo Confinante. Hibiki spiega che questo luogo era un tempo popolato, ma i giochi della morte hanno ridotto la sua popolazione. Incontrano nuovamente il gatto che aveva svegliato Kurumi, il quale le consegna un biglietto con scritto "Aiutami". Utilizzando i suoi poteri, Kurumi riesce a vedere il passato del biglietto e deduce che Hibiki è in realtà White Queen sotto mentite spoglie e che ha trasformato la vera Hibiki nel gatto. Quando White Queen si rivela e attacca, Tsuan e Yui la affrontano, permettendo a Kurumi e al gatto di fuggire. Tuttavia, White Queen uccide rapidamente Tsuan e Yui prima di sfidare Kurumi a un duello. Durante il combattimento, White Queen rivela di essere in realtà Sawa, fusa con un altro clone di Kurumi. La sua vendetta verso Kurumi nasce dall'odio per la sua morte e dalla volontà di assorbire forza dai caduti. Nonostante ciò, Sawa decide di tornare a essere amica di Kurumi, ma quest'ultima le risponde che organizzare un evento del genere è imperdonabile. Kurumi infligge una ferita mortale a Sawa e si riconciliano prima della sua morte. Con la scomparsa di Sawa, il gatto si trasforma nuovamente in Hibiki. Kurumi giura di fuggire dal Mondo Confinante per ricongiungersi con Shido, mentre Hibiki si offre di essere la sua compagna di viaggio. |                  |                |

#### Colonna sonora
La colonna sonora della serie è stata realizzata da Gō Sakabe e raccolta in un CD dalla Nippon Columbia. L'album, intitolato DATE A BULLET MUSIC (デート・ア・バレット "DATE A BULLET MUSIC"?, Dēto a baretto "DATE A BULLET MUSIC"), è stato pubblicato il 24 marzo 2021 e contiene 17 brani.

##### Tracce
Testi di Shio Watanabe, musiche di Gō Sakabe.
1. Infermata (Opening Theme) – 1:34
2. The Piece of White – 2:01
3. Dream or Real – 2:08
4. Floating in the Sky – 1:39
5. Melee – 1:34
6. The Queen of White – 1:53
7. Hidden Tale – 1:54
8. Zero Time Left – 1:41
9. Dance with Bullets – 1:44
10. Rhapsody-Sorrow – 2:07
11. Only wish -Short Size- (Ending Theme 1) – 1:34
12. Precious -Short Size- (Ending Theme 2) – 1:40
13. Only Wish – 3:41
14. Precious – 4:32
15. Only Wish -Instrumental- – 3:41
16. Precious -Instrumental- – 4:32
17. Only Wish -Chinese Version- – 3:39

Durata totale: 41:34

## Accoglienza

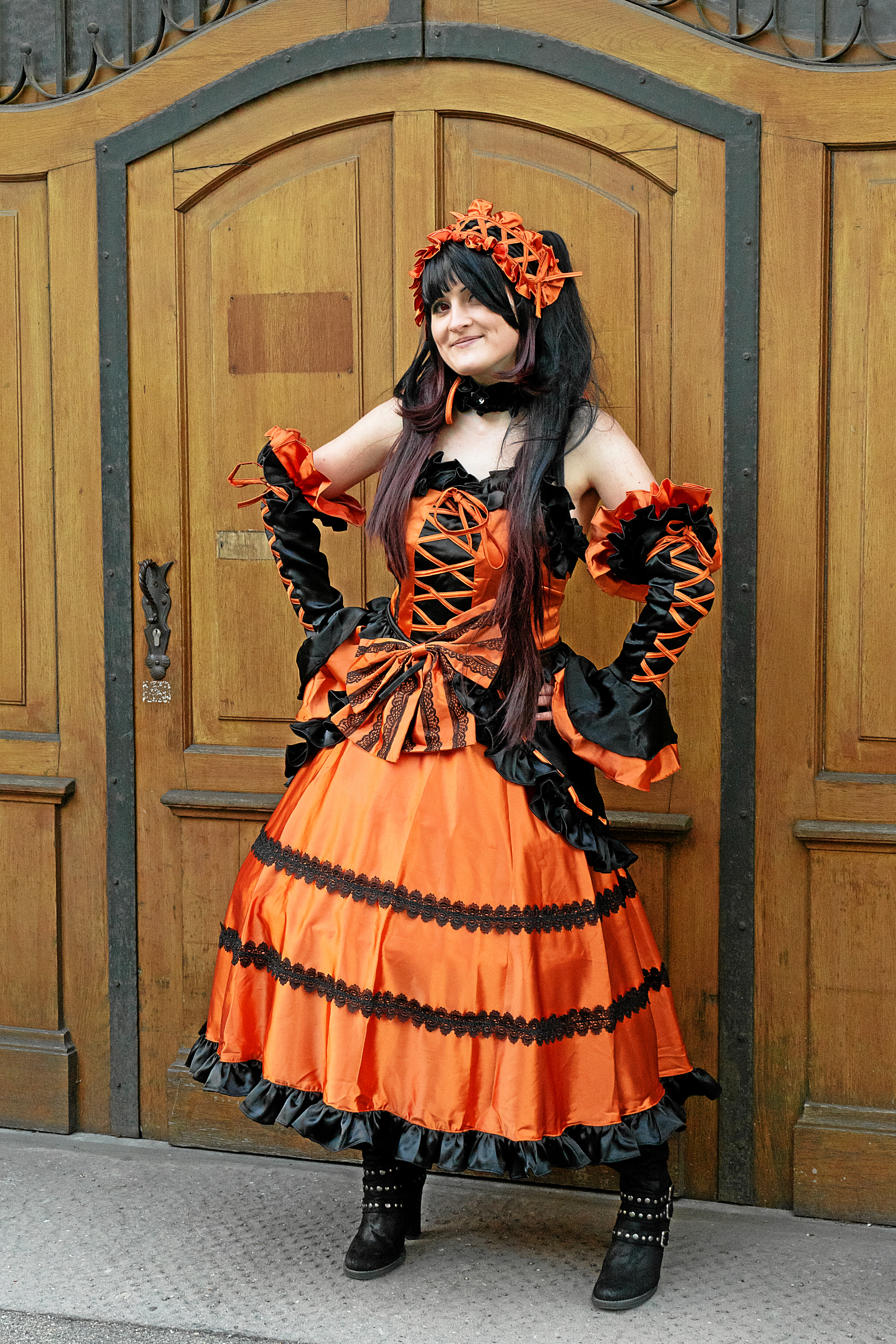
Cosplayer di Kurumi Tokisaki

Secondo Oricon, il secondo volume della light novel ha venduto 6 721 copie stimate durante la sua prima settimana di uscita rivelandosi la decima più venduta tra il 14 e il 20 agosto 2017. Il quarto volume ha venduto 5 950 copie stimate nella sua settimana di debutto tra il 20 e il 26 agosto 2018 rivelandosi l'ottava serie più venduta. Il quinto volume ha raggiunto le 8 276 copie stimate tra il 18 e il 24 marzo 2019 classificandosi al dodicesimo posto.
Date A Bullet: Nightmare or Queen si è classificato al quarto posto nella classifica denominata "mini-theater" durante la sua prima settimana di programmazione.